# Ommatius vivus
Ommatius vivus là một loài ruồi trong họ Asilidae. Ommatius vivus được Scarbrough miêu tả năm 1997. Loài này phân bố ở vùng Tân nhiệt đới.